# Sarah, ducesă de York
Sarah, Ducesă de York (născută Sarah Margaret Ferguson; n. 15 octombrie 1959, Londra, Regatul Unit), cunoscută și cu porecla Fergie, este o membră a familiei regale britanice. Este fosta soție a Prințului Andrew, Duce de York, fratele mai mic al regelui Charles al III-lea.
A copilărit în Dummer, Hampshire, și a urmat Colegiul Secretarial al Reginei. Mai târziu a lucrat pentru firme de relații publice din Londra și apoi pentru o editură. Ferguson a început o relație cu Prințul Andrew în 1985 și s-au căsătorit pe 23 iulie 1986 la Westminster Abbey. Au două fiice, prințesele Beatrice și Eugenie. Atât căsătoria lor, cât și despărțirea în 1992 și divorțul din 1996 au atras atenția mass media.
Atât în timpul căsătoriei, cât și după aceasta, Sarah a fost implicată în mai multe organizații de caritate în calitate de președinte și ca purtător de cuvânt. Activitatea ei de caritate se concentrează în principal în sprijinul pacienților și copiilor cu cancer. Ea este președinta Teenage Cancer Trust din 1990 și a fondat Children in Crisis. În anii după divorț, Sarah a fost ținta unor scandaluri care i-au afectat negativ relația cu familia regală, dar a apărut la diverse evenimente regale în ultimii ani. Ea a scris câteva cărți pentru copii și adulți și a fost vedetă TV și producător de film.

## Tinerețe
Sarah Margaret Ferguson sa născut la 15 octombrie 1959 la London Welbeck Hospital din Londra. Este a doua fiică a maiorului Ronald Ferguson (1931–2003) și a lui Susan Barrantes (născută Wright; 1937–1998). Are o soră mai mare, Jane. După ce părinții săi au divorțat în 1974, mama ei s-a căsătorit cu jucătorul de polo Héctor Barrantes în 1975 și s-a mutat la Trenque Lauquen în pampasul argentinian. Sarah a rămas la moșia de 480 acri (1,9 km2) din Dummer, Hampshire, casa tatălui ei începând de la vârsta de 8 ani. Maiorul Ferguson s-a căsătorit cu Susan Deptford în 1976 și a mai avut trei copii: Andrew, Alice și Elizabeth. Sarah a menționat mai târziu că la vârsta de 12 ani, când căsătoria părinților ei a început să se destrame, ea a dezvoltat o tulburare de alimentație și „a început să mănânce excesiv pentru alinare”.
Cunoscută informal sub numele de „Fergie”, ea și-a descris odată familia drept „nobilime de la țară cu un pic de avere moștenită”. Ea este descendentă a regelui Carol al II-lea al Angliei prin intermediul a trei dintre copiii săi nelegitimi: Charles Lennox, primul duce de Richmond ; James Scott, primul duce de Monmouth; și Anne Lennard, Contesa de Sussex. Ea are ascendență aristocratică, fiind stră-strănepoata celui de -al 6-lea duce de Buccleuch, o strănepoată a celui de -al 8-lea viconte Powerscourt și un descendent al primului duce de Abercorn și al celui de-al patrulea duce de Devonshire. Ferguson este înrudită de departe cu Prințul Andrew, deoarece ambii sunt descendenți din la Ducele de Devonshire, precum și din Regele James VI și I.
Ferguson a urmat școala la Daneshill School, în Stratfield Turgis. Angajații școlii au descris-o drept „o fetiță curajoasă, vioaie și extravertită”. Apoi a urmat internatul la Hurst Lodge School din Ascot. Nu a strălucit din punct de vedere academic, dar a dovedit talent în înot și tenis. La o vârstă fragedă, ea a dezvoltat un interes pentru schi și mai târziu a lucrat pentru scurt timp ca cabanieră. În adolescență, ea a lucrat atât ca menajeră, cât și ca chelneriță. După ce a terminat un curs la Queen's Secretarial College la vârsta de optsprezece ani, Ferguson a început să lucreze la o galerie de artă. Ulterior a lucrat în două firme de relații publice din Londra, apoi pentru o editură de carte. Înainte de căsătorie, ea a avut o relație cu Kim Smith-Bingham, un agent de bursă, și cu Paddy McNally, un manager de curse, cu o diferență de vârstă de peste 20 de ani față de ea.

## Căsătoria cu prințul Andrew

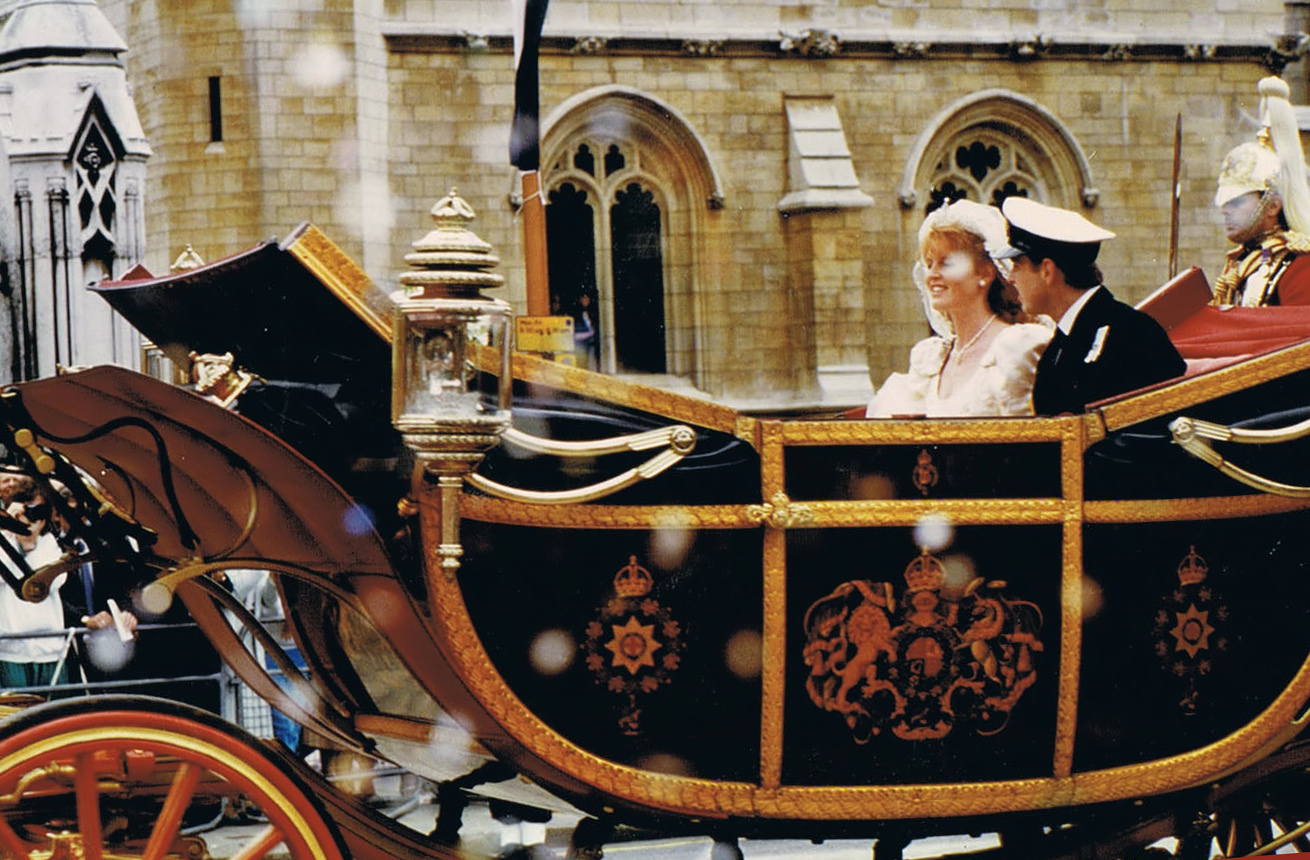
Ducele și ducesa de York în ziua nunții lor

Pe 19 martie 1986, prințul Andrew (al patrulea în linia de succesiune la tron la acea vreme) și Sarah Ferguson și-au anunțat logodna. Prințul Andrew o cunoștea pe Ferguson încă din copilărie și se întâlniseră ocazional la meciuri de polo și făcuseră din nou cunoștință unul cu celălalt la Royal Ascot în 1985. Tot înainte de logodnă, Ferguson a însoțit-o pe Diana, Prințesa de Wales, în timpul turului ei oficial al navei lui Andrew, HMS Brazen. Prințul Andrew a conceput el însuși inelul de logodnă. Era format din zece diamante care înconjoară un rubin birmanez. A ales rubinul birmanez pentru a se asorta cu părul roșcat al lui Sarah. Având în vedere caracterul ei înclinat spre distracție și alura ei prietenoasă, ea a fost considerată inițial un adaos avantajos pentru familia regală.
După ce au obținut consimțământul reginei (care la acea vreme era cerut de Legea căsătoriilor regale din 1772 pentru toți descendenții regelui George al III-lea ), Andrew și Sarah s-au căsătorit la Westminster Abbey la 23 iulie 1986. Regina i-a acordat prințului Andrew titlul de Duce de York și, în calitate de nouă soție, Sarah a primit automat statutul regal și ducal al soțului ei și a devenit Alteța Sa Regală Ducesa de York. În calitate de ducesă de York, Sarah s-a alăturat soțului ei în îndeplinirea angajamentelor regale, inclusiv în vizite oficiale în străinătate.

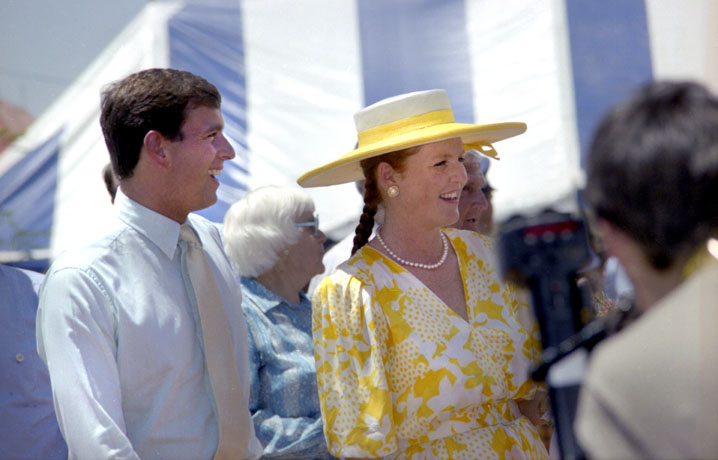
Andrew și Sarah în Townsville, 1988

În 1987, Ducele și Ducesa de York au întreprins un tur de 25 de zile în Canada. În februarie 1987, Sarah a obținut o licență de pilot privat și, după ce a absolvit un curs de pregătire de 40 de ore, care a fost plătit de Lord Hanson ca cadou de nuntă, a fost prezentată cu aripile ei la RAF Benson în decembrie. Pe 22 ianuarie 1988, în timpul călătoriei la New York pentru a participa la un eveniment de strângere de fonduri, Sarah a fost atacată de un tânăr la intrarea hotelului ei. Bărbatul, care țipa „ucigași 3/8” și avea steagul Armatei Republicane Irlandeze în mâini când s-a repezit la Sarah, a fost „acuzat de tentativă de atac asupra ducesei și agresiune asupra unui agent federal”. Ulterior, un ofițer de presă al Departamentului de Stat a declarat că „a fost nevătămată în urma incidentului”. Pe data de martie 1988, Ducele și Ducesa de York au vizitat California. Călătoria a fost descrisă de două ziare britanice ca fiind o „exhibiție neplăcută, vulgară, excesivă, de prost gust realizată de doi membri regali”. Cuplul a fost apărat de autoritățile orașului Los Angeles, care au calificat criticile ca fiind „îngrozitoare” și jignitoare, iar observatorii au descris comportamentul ducelui și al soției sale ca fiind prietenos și au spus că și-au îndeplinit îndatoririle. În luna mai 1989, Sarah a plecat singură într-o călătorie oficială la Berlin.
Cei doi au devenit părinți la 8 august 1988, odată cu nașterea fiicei lor Beatrice. Sarah a suferit de hipertensiune arterială și retenție excesivă de apă în timpul sarcinii. În septembrie, Sarah s-a alăturat soțului ei în Australia pentru o vizită oficială. Decizia de a-și lăsa fiica nou-născută acasă, în Marea Britanie, în timp ce aceasta făcea un turneu prin țară, i-a adus critici din partea presei și a televiziunii. Al doilea copil al lor, o altă fiică, Eugenie, s-a născut la 23 martie 1990 prin cezariană. Pe tot timpul căsătoriei ei, presa tabloidă a ridiculizat-o pe ducesa de York pentru greutatea ei (care a urcat la 15 stone 10 pounzi (100 kg) (220 lbs) în timpul primei ei sarcini), etichetând-o drept „Ducesa de porc” și „Fat Fergie”. Ea a promis că va pierde în greutate după nașterea primei ei fiice. În 1989, lui Sarah i-a fost atribuită creșterea în popularitate a regimului de exerciții Callanetics în Regatul Unit, după ce a apărut în presă că fondatorul Callan Pinckney i-a predat cursuri private. Sarah a fost complimentată pentru pierderea în greutate și a fost criticată de unii pentru că nu s-a îngrășat suficient în timpul celei de-a doua sarcini. Sarah a discutat ulterior efectul negativ asupra stimei de sine al relatărilor din presă despre greutatea ei și a adăugat că acestea au înrăutățit tulburarea sa de alimentație.

### Despărțirea si divorțul
Biograful Sarah Bradford a descris modul în care datoriile lui Andrew ca ofițer de marină îi cereau să stea departe de casă pentru perioade lungi de timp. Potrivit relatării lui Sarah, cuplul s-a văzut 40 de zile pe an în primii cinci ani de căsnicie. Până în 1991, căsătoria a fost în pericol, deoarece Sarah găsea rolul de membru al familiei regale din ce în ce mai dificil. Prietenia ei cu multimilionarul texan Steve Wyatt (fiul lui Lynn Wyatt ) a fost în atenția publicului când fotografii au apărut în ziare în ianuarie 1992, inclusiv o poză cu Wyatt cu fiica mică a lui Sarah. Ducele și ducesa de York și-au anunțat despărțirea la 19 martie 1992. În urma despărțirii, palatul a anunțat că Sarah nu va mai oficia funcții publice din partea Reginei. Mai mult, regina a declarat că nu își va asuma responsabilitatea pentru datoriile lui Sarah. Sarah s-a mutat la Romenda Lodge pe Wentworth Estate, Surrey, în 1992, separându-și reședința de soțul ei.